# Reaktivní pancéřování

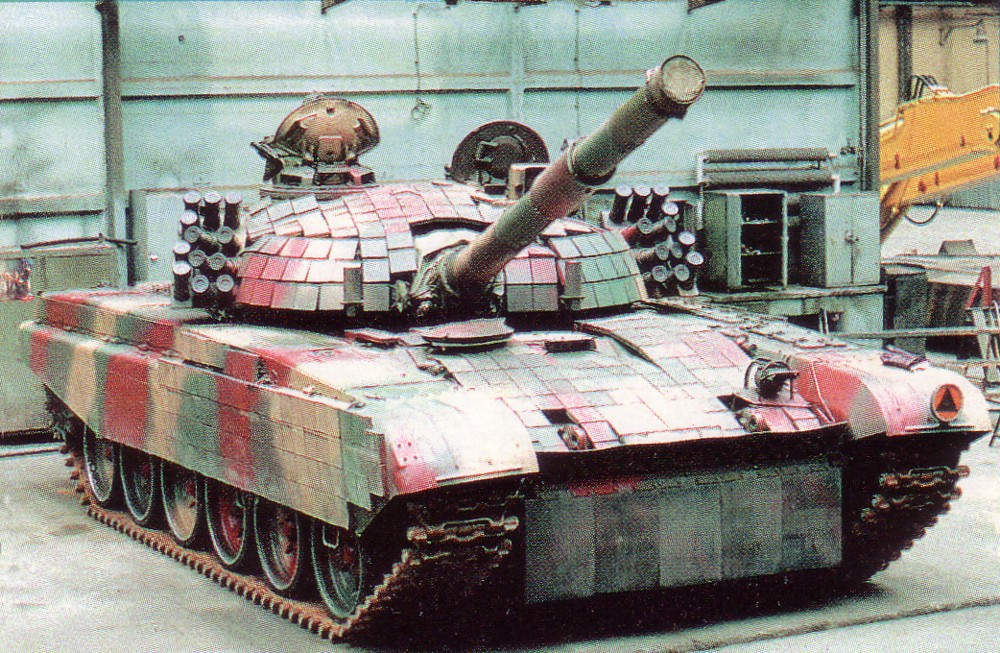
Polský PT-91

Reaktivní pancéřování (RP) je speciální doplňkové pancéřování hlavně u tanků z výbušných nebo nevýbušných bloků. Další názvy jsou dynamická ochrana, dynamické pancéřování nebo se označuje zkratkou ERA (Explosive reactive armour) 
Reaktivní pancéřování jsou různá, jejich společným znakem je princip akce/reakce, kde blok RP při nárazu penetrantu vytvoří protisílu, která ho zneškodní. Blok RP je přitom ztracen.
Každý blok výbušné dynamické ochrany se skládá z kovové schránky, ve které je mezi dva kovové pláty vložená vrstva výbušniny a je umístěná ve stejně malé vzdálenosti od vlastního pancíře tanku. Tento typ funguje na principu oddálení kumulativní střely, respektive její funkční části, což je paprsek vytvořený při explozi z kovu uvnitř kumulativní hlavice, obvykle mědi, který následně probije pancíř. 
Při nárazu do tohoto typu ochrany dojde k explozi výbušniny uložené mezi kovovými pláty čímž oddálíme útočící střelu a narušíme homogenitu průbojného paprsku. Ten pak nedokáže probít celý pancíř. Zasažený blok ochrany je při tom ztracen. Samotné bloky této ochrany se dají snadno vyměnit a mají různou konstrukci, není výjimkou, že mají funkční vrstvu zdvojenou, či ztrojenou. 
Další typ reaktivního pancéřování využívá při své funkci velmi rychlého pohybu, obvykle kovového plátu do strany, čímž se s probíjejícím projektilem či paprskem setkává stále nová část pancéře. Přídavná pancéřová ochranná deska je uvedena do pohybu rovněž trhavinou a je schopna buď spotřebovat větší část energie paprsku, nebo tlakem ze strany mechanicky poškodí, či vychýlí homogenní projektil. 
Nevýhodou, zejména druhého z uvedených typů, je velké riziko pro pěchotu, která tanky často doprovázela. 
Dnešní moderní protitankové střely/rakety mají často dvě kumulativní hlavice v tandemu, například některé verze střely Hellfire. První z hlavic se spotřebuje na likvidaci reaktivního pancéřování a druhá pak probije pancíř. 